# Cacatuopyga basifascia
Cacatuopyga basifascia is een vliegensoort uit de familie Mydidae. De wetenschappelijke naam van de soort is, geplaatst in het geslacht Mydas, voor het eerst geldig gepubliceerd in 1859 door Walker.
De soort komt voor in Celebes.